# بحيرة المقصورة
بحيرة المقصورة هي بحيرة تقع في مقاطعة ماديرا، كاليفورنيا، في الولايات المتحدة, وقد جاءت تسمية البحيرة من مقصورة كانت تقف في مكان قريب منها.

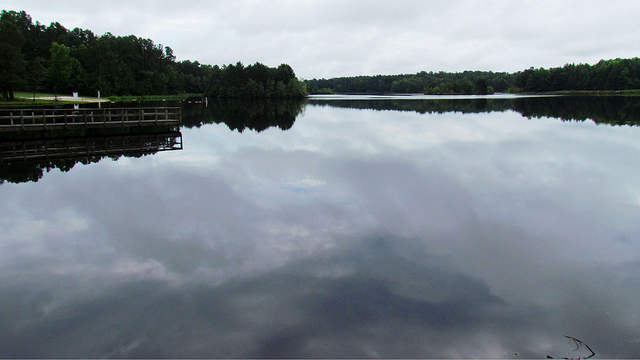
بحيرة المقصورة

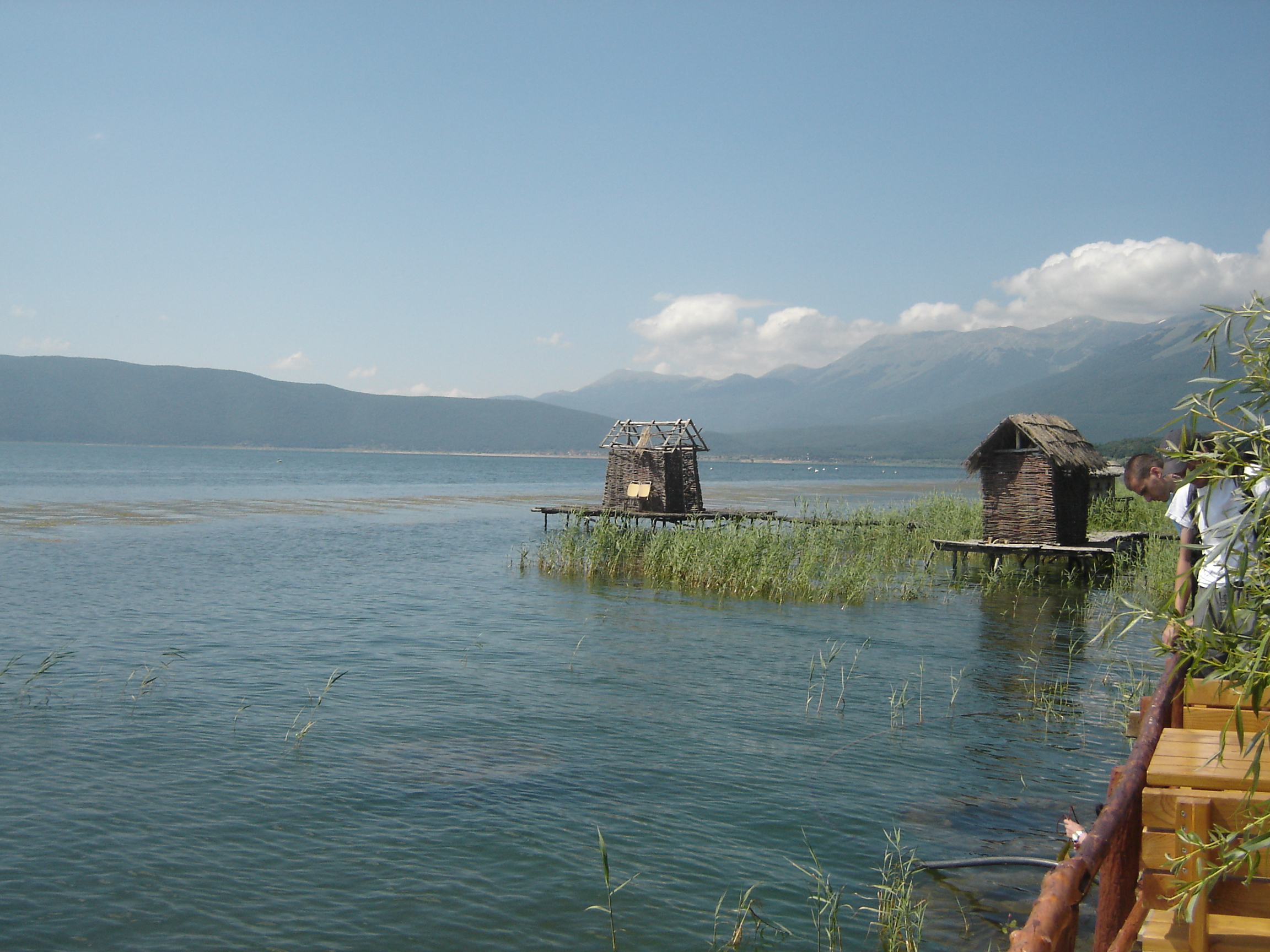
صيادين السمك في بحيرة المقصورة)